# Serie A 2000-2001 (calcio femminile)
L'edizione 2000-2001 è stata la trentaquattresima edizione del campionato italiano di Serie A femminile di calcio.
La Torres FO.S. ha conquistato lo scudetto per la terza volta nella sua storia, la seconda consecutiva. Sono retrocessi in Serie B il Sarzana, le Aquile Bagheria e il Tradate Abbiate. Il titolo di capocannoniere della Serie A è andato a Patrizia Panico, calciatrice della Ruco Line Lazio, autrice di 41 goal.
Al termine del campionato il Pisa, il Picenum e la G.E.A.S. rinunciano a iscriversi all'edizione successiva della Serie A.

## Stagione

### Novità
Al termine stagione 1999-2000 il Torino, l'Attilia Nuoro e il Verona sono stati retrocessi in Serie B. Al loro posto sono stati promossi la Fiammamonza, il Cicos Cabras (che cambia la propria denominazione in Atletico Oristano) e le Aquile Palermo, vincitori dei tre gironi della Serie B 1999-2000.
A seguito della rinuncia a iscriversi alla Serie A del Bologna, è stato riammesso il Torino.

### Formula
Le 16 squadre partecipanti si affrontano in un girone all'italiana con partite di andata e ritorno per un totale di 30 giornate.
La squadra campione d'Italia si qualifica alla UEFA Women's Cup 2001-2002.
Le ultime tre classificate retrocedono in Serie B.

## Squadre partecipanti
| Club              | Stagione | Città                   | Stagione precedente   |
| ----------------- | -------- | ----------------------- | --------------------- |
| Aircargo Agliana  | dettagli | Agliana (PT)            | 4º posto in Serie A   |
| Aquile Palermo    | dettagli | Palermo                 | 1º posto in Serie B/C |
| Atletico Oristano | dettagli | Cabras (OR)             | 1º posto in Serie B/B |
| Autolelli Picenum | dettagli | Castel di Lama (AP)     | 5º posto in Serie A   |
| Bardolino         | dettagli | Bardolino (VR)          | 6º posto in Serie A   |
| Fiamma Monza      | dettagli | Monza (MI)              | 1º posto in Serie B/A |
| Foroni            | dettagli | Verona                  | 8º posto in Serie A   |
| G.E.A.S.          | dettagli | Sesto San Giovanni (MI) | 9º posto in Serie A   |
| Gravina           | dettagli | Catania                 | 10º posto in Serie A  |
| ACF Milan         | dettagli | Milano                  | 2º posto in Serie A   |
| Pisa              | dettagli | Pisa                    | 3º posto in Serie A   |
| Ruco Line Lazio   | dettagli | Roma                    | 7º posto in Serie A   |
| Sarzana           | dettagli | Sarzana (SP)            | 11º posto in Serie A  |
| Torino            | dettagli | Venaria Reale (TO)      | 14º posto in Serie A  |
| Torres FO.S.      | dettagli | Sassari                 | Campione d'Italia     |
| Tradate Abbiate   | dettagli | Tradate (VA)            | 13º posto in Serie A  |

## Classifica finale
|  | Pos. | Squadra              | Pt | G  | V  | N | P  | GF  | GS  | DR   |
|  | ---- | -------------------- | -- | -- | -- | - | -- | --- | --- | ---- |
|  | 1.   | Torres FO.S.         | 83 | 30 | 27 | 2 | 1  | 117 | 17  | +100 |
|  | 2.   | Foroni               | 69 | 30 | 22 | 3 | 5  | 66  | 23  | +43  |
|  | 3.   | Ruco Line Lazio      | 66 | 30 | 20 | 6 | 4  | 97  | 33  | +64  |
|  | 4.   | ACF Milan            | 59 | 30 | 17 | 8 | 5  | 80  | 41  | +39  |
|  | 5.   | Bardolino            | 57 | 30 | 18 | 3 | 9  | 69  | 32  | +37  |
|  | 6.   | Aircargo Agliana     | 52 | 30 | 15 | 7 | 8  | 59  | 32  | +27  |
|  | 7.   | Fiamma Monza         | 49 | 30 | 14 | 7 | 9  | 64  | 53  | +11  |
|  | 8.   | Atletico Oristano    | 46 | 30 | 13 | 7 | 10 | 41  | 31  | +10  |
|  | 9.   | Pisa (-1)            | 39 | 30 | 11 | 7 | 12 | 39  | 37  | +2   |
|  | 10.  | Gravina (-1)         | 37 | 30 | 10 | 8 | 12 | 66  | 69  | -3   |
|  | 11.  | Autolelli Picenum    | 28 | 30 | 8  | 4 | 18 | 40  | 71  | -31  |
|  | 12.  | G.E.A.S.             | 24 | 30 | 6  | 6 | 18 | 32  | 88  | -56  |
|  | 13.  | Torino (-3)          | 22 | 30 | 7  | 4 | 19 | 38  | 89  | -51  |
|  | 14.  | Sarzana              | 21 | 30 | 6  | 3 | 21 | 33  | 80  | -47  |
|  | 15.  | Aquile Palermo       | 11 | 30 | 2  | 5 | 23 | 28  | 110 | -82  |
|  | 16.  | Tradate Abbiate (-1) | 10 | 30 | 3  | 2 | 25 | 22  | 85  | -63  |

Legenda:
      Campione d'Italia e ammessa alla UEFA Women's Cup 2001-2002.
      Retrocesse in Serie A2 2001-2002.
Note:
Tre punti a vittoria, uno a pareggio, zero a sconfitta.
Pisa, Gravina Catania e Tradate Abbiate hanno scontato 1 punto di penalizzazione per non essersi presentati a un incontro.
Il Torino ha scontato 3 punti di penalizzazione.

## Risultati

### Calendario
| andata      | 1ª giornata               | ritorno     |
| 16 set 2000 |                           | 27 gen 2001 |
| 8-0         | Atletico Oristano-Torino  | 1-1         |
| 3-2         | Bardolino-Gravina Catania | 5-5         |
| 1-1         | Fiammamonza-Agliana       | 2-1         |
| 7-0         | Foroni-Aquile Palermo     | 2-0         |
| 3-3         | GEAS-Pisa                 | 0-5         |
| 2-1         | Milan-Sarzana             | 3-0         |
| 4-2         | Torres-Picenum            | 6-0         |
| 0-3         | Tradate Abbiate-Lazio     | 0-5         |

| andata     | 4ª giornata               | ritorno     |
| 7 ott 2000 |                           | 24 feb 2001 |
| 1-1        | Agliana-Foroni            | 0-1         |
| 0-0        | Gravina Catania-GEAS      | 5-1         |
| 9-1        | Lazio-Aquile Palermo      | 4-2         |
| 5-1        | Milan-Torino              | 1-1         |
| 2-1        | Picenum-Atletico Oristano | 0-2         |
| 1-1        | Pisa-Tradate Abbiate      | 1-0         |
| 1-2        | Sarzana-Fiammamonza       | 1-6         |
| 2-1        | Torres-Bardolino          | 3-1         |

| andata     | 7ª giornata                    | ritorno     |
| 4 nov 2000 |                                | 17 mar 2001 |
| 1-2        | Agliana-Bardolino              | 0-1         |
| 0-9        | Aquile Palermo-Gravina Catania | 2-3         |
| 1-2        | Fiammamonza-Atletico Oristano  | 1-0         |
| 1-0        | Foroni-Torres                  | 0-1         |
| 0-0        | Milan-Lazio                    | 2-2         |
| 1-1        | Sarzana-Pisa                   | 0-2         |
| 2-3        | Torino-Picenum                 | 1-2         |
| 0-5        | Tradate Abbiate-GEAS           | 1-0         |

| andata     | 10ª giornata                     | ritorno     |
| 2 dic 2000 |                                  | 21 apr 2001 |
| 4-1        | Atletico Oristano-Aquile Palermo | 0-2         |
| 2-2        | Bardolino-Milan                  | 0-2         |
| 4-1        | Fiammamonza-Torino               | 2-2         |
| 0-4        | GEAS-Lazio                       | 1-8         |
| 0-1        | Gravina Catania-Pisa             | 1-4         |
| 1-2        | Picenum-Agliana                  | 0-2         |
| 7-1        | Torres-Sarzana                   | 11-1        |
| 0-2        | Tradate Abbiate-Foroni           | 1-6         |

| andata     | 13ª giornata                      | ritorno     |
| 6 gen 2001 |                                   | 12 mag 2001 |
| 1-2        | Aquile Palermo-Torino             | 0-3         |
| 5-0        | Bardolino-Fiammamonza             | 0-0         |
| 2-0        | Foroni-Milan                      | 0-2         |
| 0-2        | GEAS-Torres                       | 1-6         |
| 3-2        | Gravina Catania-Picenum           | 0-3         |
| 2-4        | Pisa-Lazio                        | 1-1         |
| 1-2        | Sarzana-Agliana                   | 0-3         |
| 3-1        | Tradate Abbiate-Atletico Oristano | 0-2 tav.    |

| andata      | 2ª giornata                 | ritorno    |
| 23 set 2000 |                             | 3 feb 2001 |
| 1-0         | Agliana-Tradate Abbiate     | 3-2        |
| 4-5         | Aquile Palermo-Milan        | 0-7        |
| 2-2         | Gravina Catania-Fiammamonza | 4-8        |
| 0-4         | Lazio-Torres                | 0-3        |
| 1-1         | Picenum-GEAS                | 0-1        |
| 0-0         | Pisa-Atletico Oristano      | 0-1        |
| 1-4         | Sarzana-Bardolino           | 0-3        |
| 0-3         | Torino-Foroni               | 3-0        |

| andata      | 5ª giornata                 | ritorno    |
| 21 ott 2000 |                             | 3 mar 2001 |
| 3-0         | Agliana-Gravina Catania     | 1-2        |
| 2-5         | Aquile Palermo-GEAS         | 0-2        |
| 1-0         | Atletico Oristano-Bardolino | 1-0        |
| 1-2         | Fiammamonza-Picenum         | 1-1        |
| 2-0         | Foroni-Sarzana              | 4-1        |
| 2-0         | Milan-Pisa                  | 4-0        |
| 1-9         | Torino-Lazio                | 0-5        |
| 0-10        | Tradate Abbiate-Torres      | 0-5        |

| andata      | 8ª giornata                 | ritorno     |
| 11 nov 2000 |                             | 24 mar 2001 |
| 0-0         | Atletico Oristano-Milan     | 6-1         |
| 0-1         | Bardolino-Foroni            | 0-2         |
| 4-2         | GEAS-Sarzana                | 0-0         |
| 4-4         | Gravina Catania-Lazio       | 2-9         |
| 2-2         | Picenum-Aquile Palermo      | 6-2         |
| 3-0         | Pisa-Torino                 | 1-0         |
| 1-1         | Torres-Agliana              | 2-0         |
| 0-2         | Tradate Abbiate-Fiammamonza | 0-2         |

| andata     | 11ª giornata               | ritorno     |
| 9 dic 2000 |                            | 28 apr 2001 |
| 1-3        | Aquile Palermo-Fiammamonza | 2-2         |
| 4-0        | Foroni-Picenum             | 4-1         |
| 0-3        | GEAS-Bardolino             | 0-8         |
| 2-0        | Lazio-Atletico Oristano    | 1-0         |
| 0-3        | Milan-Torres               | 1-3         |
| 0-0        | Pisa-Agliana               | 2-3         |
| 3-0        | Sarzana-Tradate Abbiate    | 1-0         |
| 3-5        | Torino-Gravina Catania     | 2-1         |

| andata      | 14ª giornata              | ritorno     |
| 13 gen 2001 |                           | 19 mag 2001 |
| 4-0         | Agliana-GEAS              | 5-1         |
| 2-1         | Atletico Oristano-Sarzana | 1-3         |
| 1-2         | Fiammamonza-Pisa          | 1-0         |
| 3-2         | Lazio-Foroni              | 0-1         |
| 2-2         | Milan-Gravina Catania     | 1-1         |
| 3-2         | Picenum-Tradate Abbiate   | 0-4         |
| 1-4         | Torino-Bardolino          | 0-2         |
| 5-1         | Torres-Aquile Palermo     | 6-0         |

| andata      | 3ª giornata                     | ritorno     |
| 30 set 2000 |                                 | 17 feb 2001 |
| 1-1         | Aquile Palermo-Sarzana          | 0-3         |
| 0-3         | Atletico Oristano-Torres        | 0-3         |
| 2-0         | Bardolino-Picenum               | 3-1         |
| 2-1         | Fiammamonza-Lazio               | 0-0         |
| 0-1         | Foroni-Pisa                     | 3-1         |
| 4-1         | GEAS-Torino                     | 0-2         |
| 0-1         | Milan-Agliana                   | 3-1         |
| 0-1         | Tradate Abbiate-Gravina Catania | 0-3         |

| andata      | 6ª giornata               | ritorno     |
| 28 ott 2000 |                           | 10 mar 2001 |
| 6-0         | Bardolino-Tradate Abbiate | 3-1         |
| 0-1         | GEAS-Atletico Oristano    | 1-1         |
| 1-3         | Gravina Catania-Foroni    | 3-4         |
| 2-1         | Lazio-Agliana             | 3-3         |
| 1-7         | Picenum-Milan             | 3-3         |
| 3-1         | Pisa-Aquile Palermo       | 0-0         |
| 5-3         | Sarzana-Torino            | 0-1         |
| 10-0        | Torres-Fiammamonza        | 3-2         |

| andata      | 9ª giornata                    | ritorno     |
| 25 nov 2000 |                                | 31 mar 2001 |
| 2-0         | Agliana-Atletico Oristano      | 1-1         |
| 0-0         | Aquile Palermo-Tradate Abbiate | 2-1         |
| 1-0         | Foroni-GEAS                    | 1-1         |
| 1-0         | Lazio-Picenum                  | 4-1         |
| 1-0         | Milan-Fiammamonza              | 6-3         |
| 1-2         | Pisa-Bardolino                 | 0-1         |
| 2-4         | Sarzana-Gravina Catania        | 0-2         |
| 0-5         | Torino-Torres                  | 1-2         |

| andata      | 12ª giornata             | ritorno    |
| 16 dic 2000 |                          | 5 mag 2001 |
| 7-1         | Agliana-Torino           | 1-1        |
| 1-2         | Atletico Oristano-Foroni | 1-1        |
| 5-0         | Bardolino-Aquile Palermo | 3-0        |
| 0-1         | Picenum-Pisa             | 2-1        |
| 7-0         | Fiammamonza-GEAS         | 4-1        |
| 5-0         | Lazio-Sarzana            | 3-0        |
| 5-4         | Milan-Tradate Abbiate    | 2-0        |
| 1-1         | Torres-Gravina Catania   | 1-0        |

| andata      | 15ª giornata                      | ritorno     |
| 20 gen 2001 |                                   | 26 mag 2001 |
| 0-4         | Aquile Palermo-Agliana            | 1-4         |
| 0-4         | Bardolino-Lazio                   | 0-1         |
| 2-1         | Foroni-Fiammamonza                | 1-3         |
| 0-2         | GEAS-Milan                        | 0-9         |
| 0-0         | Gravina Catania-Atletico Oristano | 0-2 tav.    |
| 2-3         | Pisa-Torres                       | 0-2 tav.    |
| 0-1         | Sarzana-Picenum                   | 3-1         |
| 1-2         | Tradate Abbiate-Torino            | 1-5         |

## Statistiche

### Classifica marcatrici
Fonte: sito Rec.Sport.Soccer Statistics Foundation (RSSSF)
| Gol | Rigori |  | Giocatore          | Squadra         |
| --- | ------ |  | ------------------ | --------------- |
| 41  |        |  | Patrizia Panico    | Ruco Line Lazio |
| 33  |        |  | Ángeles Parejo     | Torres FO.S.    |
| 32  |        |  | Chiara Gazzoli     | Milan           |
| 31  |        |  | Rita Guarino       | Torres FO.S.    |
| 26  | 2      |  | Fabiana Colasuonno | Gravina         |
| 26  |        |  | Teresina Marsico   | Gravina         |
| 26  | 5      |  | Tatiana Zorri      | Ruco Line Lazio |
| 23  |        |  | Silvia Tagliacarne | Milan           |
| 17  |        |  | Francesca Ferrari  | Agliana         |
| 17  |        |  | Debora Novelli     | FiammaMonza     |